# Thomas Kean

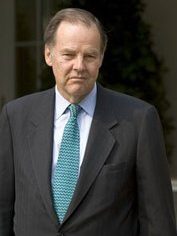
Thomas Kean (2004)

Thomas Howard Kean (* 21. April 1935 in New York City) ist ein US-amerikanischer Politiker. Er war von 1982 bis 1990 Gouverneur des Bundesstaates New Jersey.

## Familie
Thomas Kean entstammt einer prominenten Politikerfamilie. Sein Vater Robert Kean war zwischen 1939 und 1958 Abgeordneter im Repräsentantenhaus der Vereinigten Staaten, sein Großvater Hamilton Fish Kean gehörte von 1929 bis 1934 dem US-Senat an. Auch sein Großonkel John Kean war zwischen 1883 und 1910 mit Unterbrechungen Abgeordneter und Senator im Kongress. Ein weiterer Großonkel, Hamilton Fish, war US-Senator, Gouverneur von New York und unter Präsident Ulysses S. Grant von 1869 bis 1877 Außenminister der Vereinigten Staaten. Sein Sohn Thomas saß von 2003 bis 2022 im Senat von New Jersey und verlor im Jahr 2006 die Wahl zum US-Senator gegen Bob Menendez. Seit 3. Januar 2023 vertritt er New Jersey im US-Repräsentantenhaus.

## Frühe Jahre und politischer Aufstieg
Thomas Kean besuchte die St. Marks School in Southborough in Massachusetts. Danach studierte er an der Princeton University und der Columbia University. Kean wurde Mitglied der Nationalgarde von New Jersey. Er unterrichtete außerdem amerikanische Geschichte sowie Englisch und leitete ein Heim für behinderte Kinder. An der Rutgers University hielt er Vorträge über politische Wissenschaften. Außerdem schrieb er für die Zeitung „New Jersey Nightly News“ Kommentare. Gleichzeitig war er auch Berater dieses Blattes.
Kean wurde Mitglied der Republikanischen Partei. Im Jahr 1967 wurde er in die New Jersey General Assembly gewählt. Dort war er zeitweise Fraktionschef seiner Partei. Von 1972 bis 1974 war er als Nachfolger von Barry T. Parker Präsident dieses Gremiums, wobei er sich auch auf einen Teil der demokratischen Abgeordneten stützen konnte. Kean blieb bis 1977 Mitglied der Legislative. In diesem Jahr bewarb er sich erfolglos um die Nominierung seiner Partei für das Amt des Gouverneurs von New Jersey. Im November 1981 war er erfolgreicher und wurde gegen den Demokraten James Florio zum neuen Gouverneur seines Staates gewählt.

## Gouverneur von New Jersey

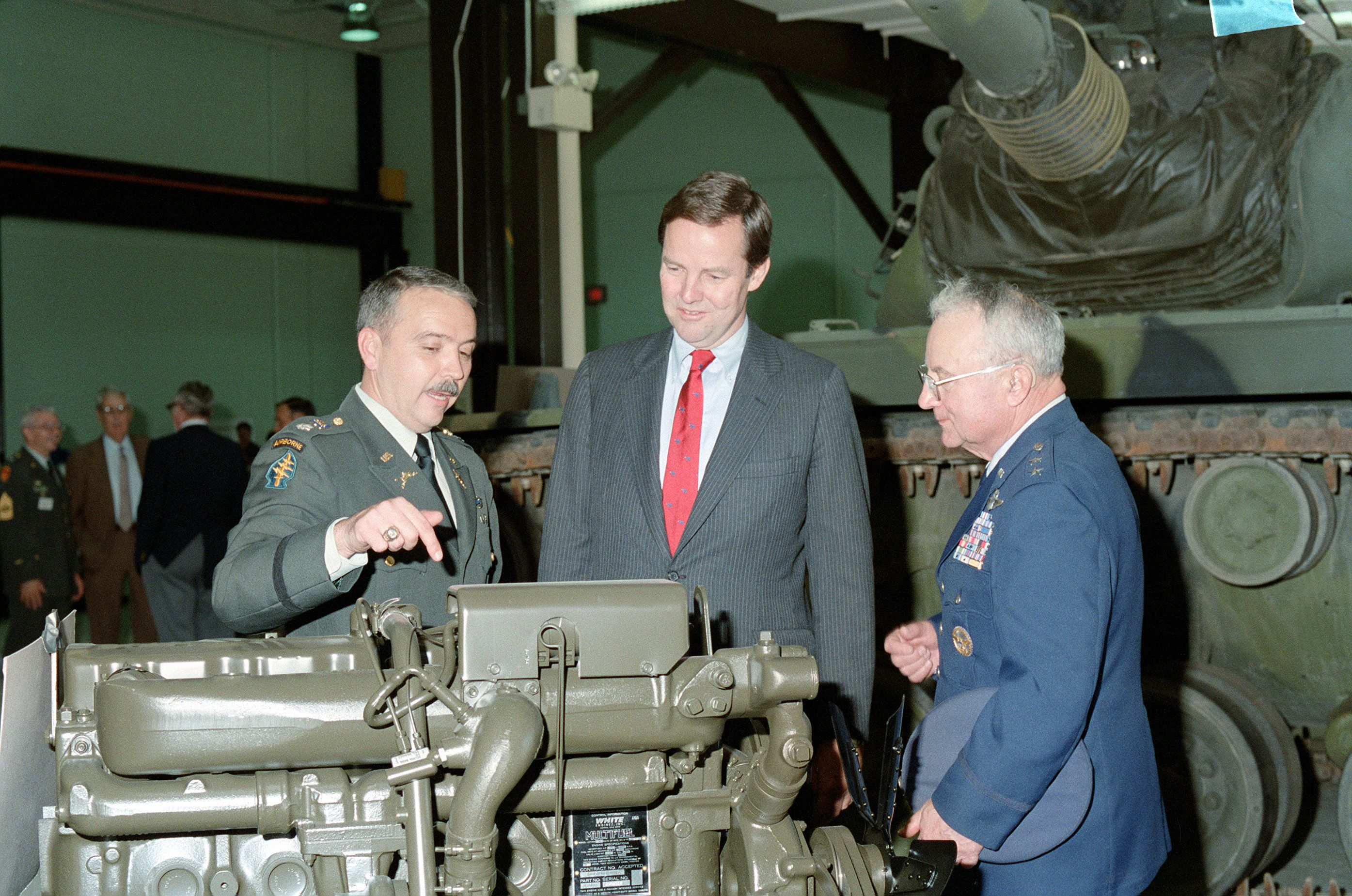
Gouverneur Kean (Mitte) bei einem Besuch im Fort Dix (1987)

Thomas Kean trat sein neues Amt am 19. Januar 1982 an. Nach einer Wiederwahl im Jahr 1985 konnte er bis zum 16. Januar 1990 im Amt bleiben. Als Gouverneur war er sehr erfolgreich. Das Nachrichtenmagazin Newsweek zählte ihn zu den fünf effektivsten Gouverneuren in den Vereinigten Staaten zu jener Zeit. Durch Steuererleichterungen wurden etwa 750.000 neue Arbeitsplätze in New Jersey geschaffen. Das Erziehungssystem erfuhr zahlreiche Verbesserungen. Auch die Wohlfahrts- und Umweltpolitik wurde vom Gouverneur verbessert. Im Jahr 1988 war er Delegierter zur Republican National Convention in New Orleans, bei der George Bush als Präsidentschaftskandidat nominiert wurde. Auf diesem Parteitag hielt Kean die Hauptrede. Aufgrund einer Verfassungsklausel konnte Kean im Jahr 1989 nicht erneut kandidieren. Zum Zeitpunkt seines Ausscheidens aus dem Amt des Gouverneurs war er in New Jersey äußerst populär.

## Weiterer Lebenslauf
Im Jahr 1990 wurde Kean Präsident der Drew University. Seit dieser Zeit engagierte er sich auch auf Bundesebene. Er arbeitete eng mit den Regierungen der Präsidenten George Bush senior, Bill Clinton und George W. Bush zusammen. Zeitweise war er im Bildungsausschuss des Präsidenten. Kean engagierte sich in vielen politischen Bereichen wie z. B. der Bildungs-, Umwelt- oder Außenpolitik. In der Außenpolitik unterstützte er unter anderem den Wandel in den Ostblockstaaten nach 1989. Nach den Terroranschlägen vom 11. September 2001 wurde Kean im Dezember 2002 von Präsident Bush als Nachfolger von Henry Kissinger zum Leiter der Untersuchungskommission zu den Anschlägen des 11. Septembers ernannt. Seine Amtsführung war politisch umstritten. Seine Kritiker warfen ihm unter anderem vor, er habe seine Position missbraucht, um für ein von ihm geschriebenes Buch Werbung zu machen. Am 22. Juli 2004 legte Kean den Abschlussbericht der Kommission vor, in dem er der CIA und dem FBI Mitschuld an den Anschlägen gab, weil diese Organisationen nicht genügend zu deren Verhinderung beigetragen hätten. Später war er Berater des Fernsehsenders ABC, der eine umstrittene Dokumentation über die Anschläge produzierte und ausstrahlte.
Kean war bzw. ist Mitglied einiger lukrativer Aufsichtsräte und schreibt wöchentliche Zeitungsartikel über aktuelle Themen. Als Republikaner unterstützte er sowohl die Politik der Bush-Regierung als auch John McCain bei dessen erfolglosem Präsidentschaftswahlkampf des Jahres 2008. Mit seiner Frau Deborah Kean hat Thomas Kean drei Kinder.
Im Jahr 2005 wurde er gemeinsam mit Lee H. Hamilton in Hyde Park, New York mit dem Four Freedoms Award in der Kategorie Freiheit von Furcht geehrt. Ein Jahr darauf wählte man ihn in die American Academy of Arts and Sciences.